# Музей Плантена — Моретуса

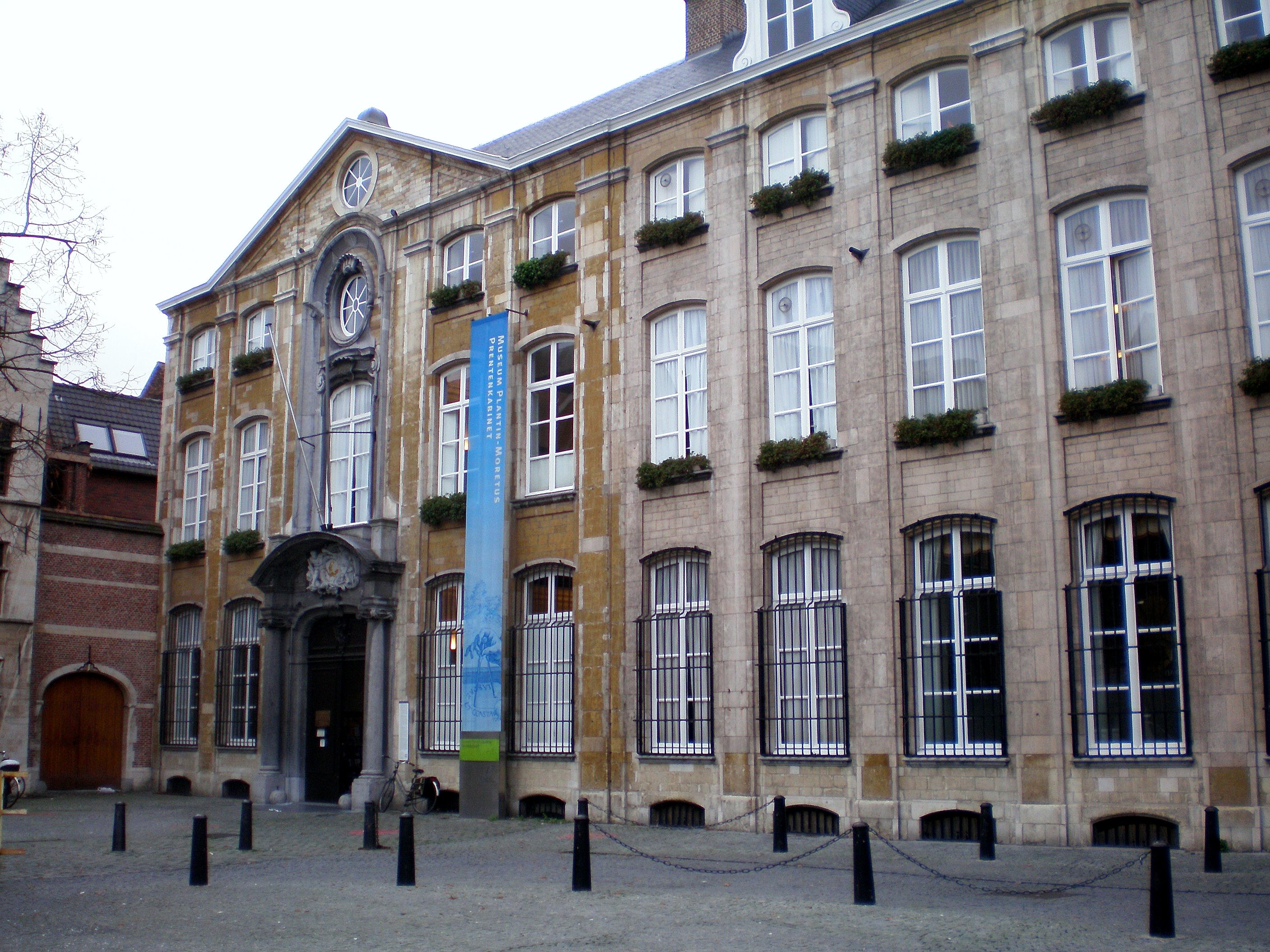

Музей Планте́на — Море́туса — музей в городе Антверпен с библиотекой и историческими печатными экспонатами XVI века.

## История
Типографская компания в Антверпене была основана в 1555 году. Она стала вскоре одним из крупнейших печатных предприятий Южных Нидерландов и считается первым печатным предприятием промышленного типа. В её составе было до шестнадцати печатных прессов, а количество работников достигало 80 человек. Это сделало Антверпен одним из центров книгопечатания Западной Европы наряду с Венецией, Амстердамом и Парижем.
Владелец компании, Христофор Плантен, сделал её офис местом встреч гуманистов и просвещённых людей города. При этом он придерживался политики получать наибольшую прибыль и аполитичности, поэтому печатал как католическую, так и протестантскую литературу. Среди клиентов фирмы были гуманисты Юст Липсий и Симон Стевен, художник Питер Пауль Рубенс.
Рубенс при этом не только покупал книги. Вместе с типографом Балтазаром Моретусом Первым они работали на печатную фирму Плантена, создав ряд фронтисписов, которые размещались рядом с титульной страницей в издаваемых книгах. Значительный вклад в эту работу внесли работавшие по рисункам Рубенса нидерландские художники-гравёры Теодор Галле и его брат Корнелис Галле Старший.

### Создание музея
В 1876 году последний владелец типографий Эдвард Моретус продал историческое здание фирмы вместе со старинными печатными станками и рядом шрифтов правительству города Антверпена. Уже через год (в 1877 году) предприятие было быстро превращено в музей и открыто для посещения, на волне национальной самоидентификации в Бельгии.
В 1944 году, во время артобстрела Антверпена в период Второй мировой войны, музейное помещение было повреждено немецкой ракетой V2, а музей закрыт на реконструкцию. После ремонтных работ и создания новой экспозиции музей был снова открыт в 1951 году.
С 2002 года музей внесён в перечень охраняемых объектов ЮНЕСКО, а в 2005 году он стал первым музейным учреждением, включённым в перечень всемирного наследия ЮНЕСКО.

## Фонды музея
В музее представлены старинные печатные станки 1600 года, шрифты и историческая библиотека. Здесь представлены образцы изданий типографий Плантена XVI—XVIII веков, а также инкунабулы, постинкунабулы, более 600 рукописей, среди которых манускрипт «Хроник Жана Фруасара» XV века.
Историческая библиотека музея Плантена — Моретуса насчитывает более 30 тыс. изданий. Здесь также выставлены старинные деревянные блау-прессы. Доля музейных помещений (бывших жилых) отделана старыми кожаными обоями с золотыми узорами и старинной фламандской резной мебелью. Среди музейных экспонатов также представлены картографические глобусы Герарда Меркатора и старопечатные атласы, среди которых «Theatrum Orbis Terrarum» Ортелиуса.
Для историков имеют большое значение сохранившийся архив и бухгалтерские расчёты печатной фирмы Плантена практически за весь период существования предприятия. Они являются редким источником информации о социальной и промышленной истории города Антверпен и условиях труда наёмных рабочих XVI—XVIII веков.
Среди художественных произведений, выставленных в музее Плантена — Моретуса, картины Питера Пауля Рубенса, руководителя многочисленных художественных мастерских в Антверпене и клиента печатной фирмы Плантена.